# Exorista laterosetosa
Exorista laterosetosa är en tvåvingeart som beskrevs av Chao 1964. Exorista laterosetosa ingår i släktet Exorista och familjen parasitflugor. Inga underarter finns listade i Catalogue of Life.